# Schwedische Eishockeymeisterschaft 1926
Die Saison 1926 war die fünfte Austragung der schwedischen Eishockeymeisterschaft. Meister wurde zum ersten Mal in der Vereinsgeschichte Djurgårdens IF.

## Meisterschaft

### Erste Runde
- Södertälje SK – AIK Solna 7:2

### Zweite Runde
- Djurgårdens IF – IK Göta 5:4
- Södertälje SK – Hammarby IF 4:3
- Nacka SK – IFK Stockholm 3:1

### Halbfinale
- Djurgårdens IF – Södertälje SK 4:3
- Västerås SK – Nacka SK 3:1

### Spiel um Platz 3
- Södertälje SK – Nacka SK 8:1

### Finale
- Djurgårdens IF – Västerås SK 7:1